# 2016年哥譚獨立電影獎
第26屆哥譚獨立電影獎（英語：The 26th Annual Gotham Independent Film Awards）是於2016年11月28日正式舉行的電影獎項，入圍名單於2016年10月20日公布。演員伊森·霍克、艾美·亞當斯、導演奧利佛·史東與製片人艾農·米爾臣獲在儀式上受頒職業貢獻獎。

## 入圍

### 最佳影片
- 《月光下的藍色男孩》
- 《屬於她們的片刻（英语：Certain Women (film)）》
- 《我們的輕狂年代》
- 《海邊的曼徹斯特》
- 《派特森》

### 最佳紀錄片
- 《辛普森：美國製造》
- 《Cameraperson》
- 《我不是你的黑鬼》
- 《Tower（英语：Tower (2016 film)）》
- 《維諾（英语：Weiner (film)）》

### 賓漢姆雷年度突破導演
- 泰雷·愛德華·舒爾茲（英语：Trey Edward Shults）：《克莉夏（英语：Krisha）》
- 羅柏·艾格斯：《女巫》
- 安娜·羅絲·霍爾默（英语：Anna Rose Holmer）：《抽搐症候群（英语：The Fits (film)）》
- 丹尼爾·關與丹尼爾·舒奈特：《屍控奇幻旅程》
- 李察·譚納（英语：Richard Tanne）：《城南情緣》

### 最佳劇本
- 巴里·傑金斯與塔賴爾·阿爾文·麥卡尼：《月光下的藍色男孩》
- 泰勒·謝里丹：《赴湯蹈火》
- 惠特·史蒂曼（英语：Whit Stillman）：《蘇珊夫人尋婚計》
- 肯尼斯·洛勒根：《海邊的曼徹斯特》
- 吉姆·賈木許：《派特森》

### 最佳男主角
- 凱西·艾佛列克：《海邊的曼徹斯特》（飾 Lee Chandler）
- 傑夫·布里吉：《赴湯蹈火》（飾 Marcus Hamilton）
- 亞當·崔佛：《派特森》（飾 Paterson）
- 喬爾·埃哲頓：《愛侶》（飾 Richard Loving）
- 克雷格·羅賓森：《美國來的莫里斯（英语：Morris from America）》（飾 Curtis Gentry）

### 最佳女主角
- 伊莎貝·雨蓓：《她的危險遊戲》（飾 Michèle LeBlanc）
- 凱特·貝琴薩：《蘇珊夫人尋婚計》（飾 Lady Susan Vernon）
- 安妮特·班寧：《二十世纪女性》（飾 Dorothea Fields）
- 露絲·奈嘉：《愛侶》（飾 Mildred Loving）
- 娜塔莉·波曼：《第一夫人的秘密》（飾 賈桂琳·甘迺迪）

### 年度突破演員
- 安雅·泰勒-喬伊：《女巫》（飾 Thomasin）
- 莉莉·格萊斯頓：《屬於她們的片刻（英语：Certain Women (film)）》（飾 Jamie）
- 盧卡斯·海吉斯：《海邊的曼徹斯特》（飾 Patrick Chandler）
- 蘿艾蒂·海托華（英语：Royalty Hightower）：《抽搐症候群（英语：The Fits (film)）》（飾 Toni）
- 莎夏·蓮恩（英语：Sasha Lane）：《2016美國甜心（英语：American Honey (film)）》（飾 Star）

### 突破劇集：長篇
- 《瘋狂前女友》
- 《應召女友（英语：The Girlfriend Experience (TV series)）》
- 《百年酒館》
- 《漫威潔西卡·瓊斯》
- 《無為大師（英语：Master of None）》

### 突破劇集：短篇
- 《Her Story》
- 《The Gay and Wondrous Life of Caleb Gallo》
- 《The Movement》
- 《Sitting in Bathrooms with Trans People》
- 《Surviving》

### 觀眾獎
- 《月光下的藍色男孩》

### 評審團特別獎-整體演出
- 《月光下的藍色男孩》（馬赫夏拉·阿里、娜歐蜜·哈瑞絲、Alex Hibbert、安德烈·荷蘭、Jharrel Jerome、賈奈兒·夢內、Jaden Piner、崔范坦·羅德（英语：Trevante Rhodes）和艾許頓·桑德斯）

### Spotlight on Women Filmmakers "Live the Dream" Grant
- 莎茲·班奈特：《Alaska is a Drag》
- 凱蒂·歐爾：《Poor Jane》
- 蘿克西·托波羅華區：《Julia Blue》

### 哥譚職業貢獻獎
- 伊森·霍克
- 艾美·亞當斯
- 奧利佛·史東
- 艾農·米爾臣